# Лягушка-помидор
Лягушка-помидор, или томатный узкорот (лат. Dyscophus antongilii), — вид лягушек из семейства узкоротов.

## Описание
Длина тела самцов 6,0—6,5 см, самок 8,5—10,5 см, масса соответственно 40 и 220 г. Окраска однотонная, у самцов от жёлто- до буро-оранжевой, у самок от красновато-оранжевой до ярко-красной, напоминающей спелый помидор, из-за чего эти амфибии и получили своё название. Такая яркая окраска предупреждает потенциальных хищников о том, что данная добыча несъедобна. Это вполне соответствует действительности: при опасности у томатного узкорота из кожи выделяется очень липкое и токсичное белое вещество, способное склеить челюсти хищника (например, змеи); у людей оно может вызывать аллергическую реакцию. Кожа у лягушки гладкая, с двумя боковыми складками, под которыми часто проходит тёмная продольная полоса, брюшко белое. Молодые особи бледно-бурые. На передних лапах перепонок нет, на задних они слабовыражены, присосок на пальцах нет.

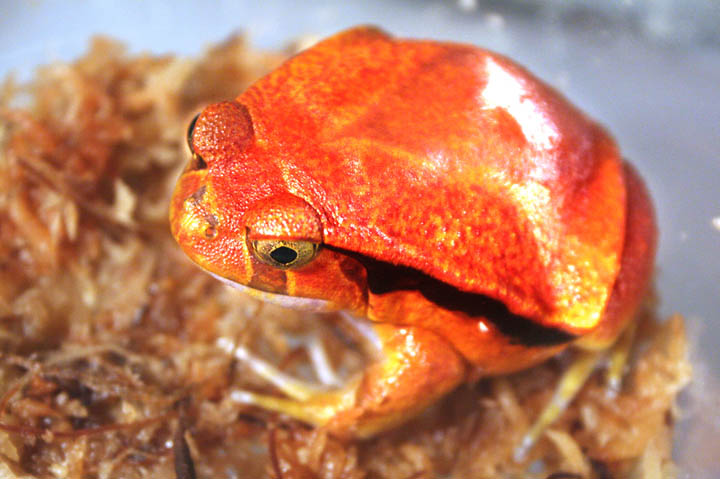

Крик состоит из серии коротких низких звуков, которые повторяются после некоторых интервалов. Малагасийское название этой лягушки «сангонгон» происходит от этих звуков.

## Ареал и места обитания
Эндемик северо-востока Мадагаскара. Обитает в первичных дождевых лесах (состоящих главным образом из пальм Pandanus), прибрежных лесах, вторичных насаждениях, в зарослях кустарников, сельских и городских садах. Размножается в болотах, прудах, канавах, на затопленных территориях, во временных и постоянных водоёмах со стоячей или медленнотекущей водой. Часто появляется на песчаных берегах водоёмов. Распространена до высоты 600 м. Очень хорошо адаптирующийся вид.

## Образ жизни
Томатный узкорот — наземная роющая лягушка, плавает плохо. Охотится из засады: сидит на одном месте и ждёт, пока мимо не проползёт какое-нибудь насекомое. Размножается круглогодично после обильных дождей. Самцы «поют» в канавах, болотах и мелких водоёмах, призывая самок к спариванию. В кладке 1000—1500 маленьких чёрных икринок, которые плавают на поверхности воды. Через 36 часов из них вылупляются личинки — головастики, которые получают питательные вещества, необходимые для роста и развития, фильтруя воду. Согласно наблюдениям в условиях террариумов, превращаются в маленьких лягушат через 45 дней после вылупления. Достигают размеров взрослых лягушек и становятся половозрелыми менее чем за год. Живут лягушки-помидоры более 10 лет.

## Охрана
Общая численность в природе неизвестна, местами бывает достаточно велика. До 2017 года лягушка-помидор была внесена в Красную книгу МСОП как вид, находящийся в состоянии, близком к угрожаемому, так как его ограниченный ареал сокращается из-за уничтожения мест обитания. В настоящее время отнесена к категории видов, вызывающих наименьшие опасения. Внесена в Приложение I CITES.

## Содержание в неволе
Лягушек-помидоров содержат в просторных террариумах горизонтального типа размером 120 x 60 x 60 см, оборудованных как уголок тропического леса. Томатные узкороты являются роющими лягушками, поэтому слой грунтовой смеси в террариуме должен быть не менее 6 см. Грунт должен быть влажный, но не слишком мокрый. Грунтовая смесь состоит из стерилизованных и измельченных дубовых и кленовых листьев, мха сфагнума и речного песка, или тщательно промытой почвы, не содержащей вредных химических веществ.

## Фото

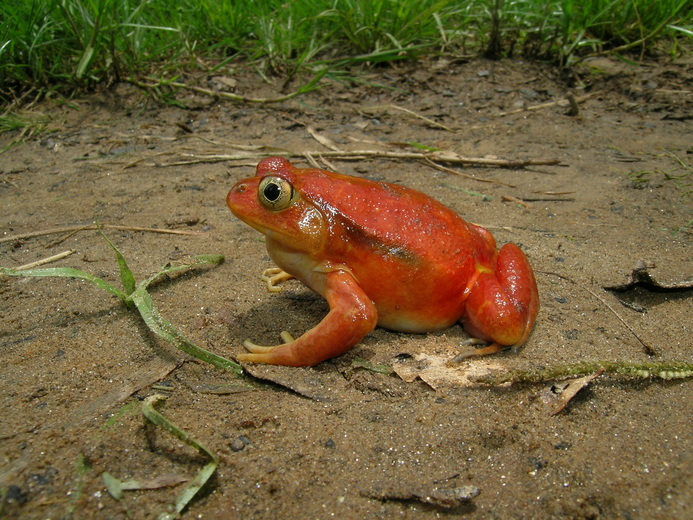
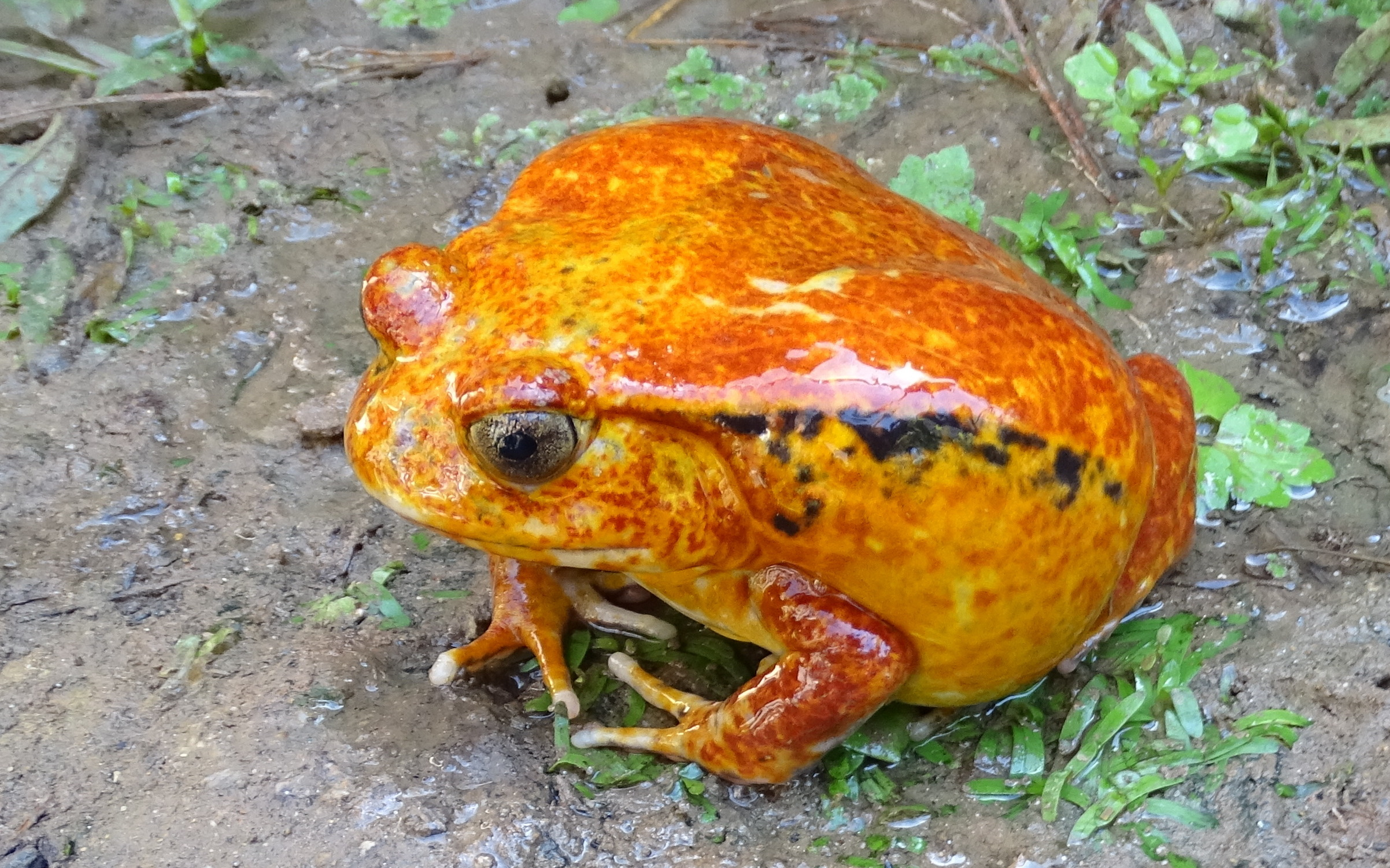
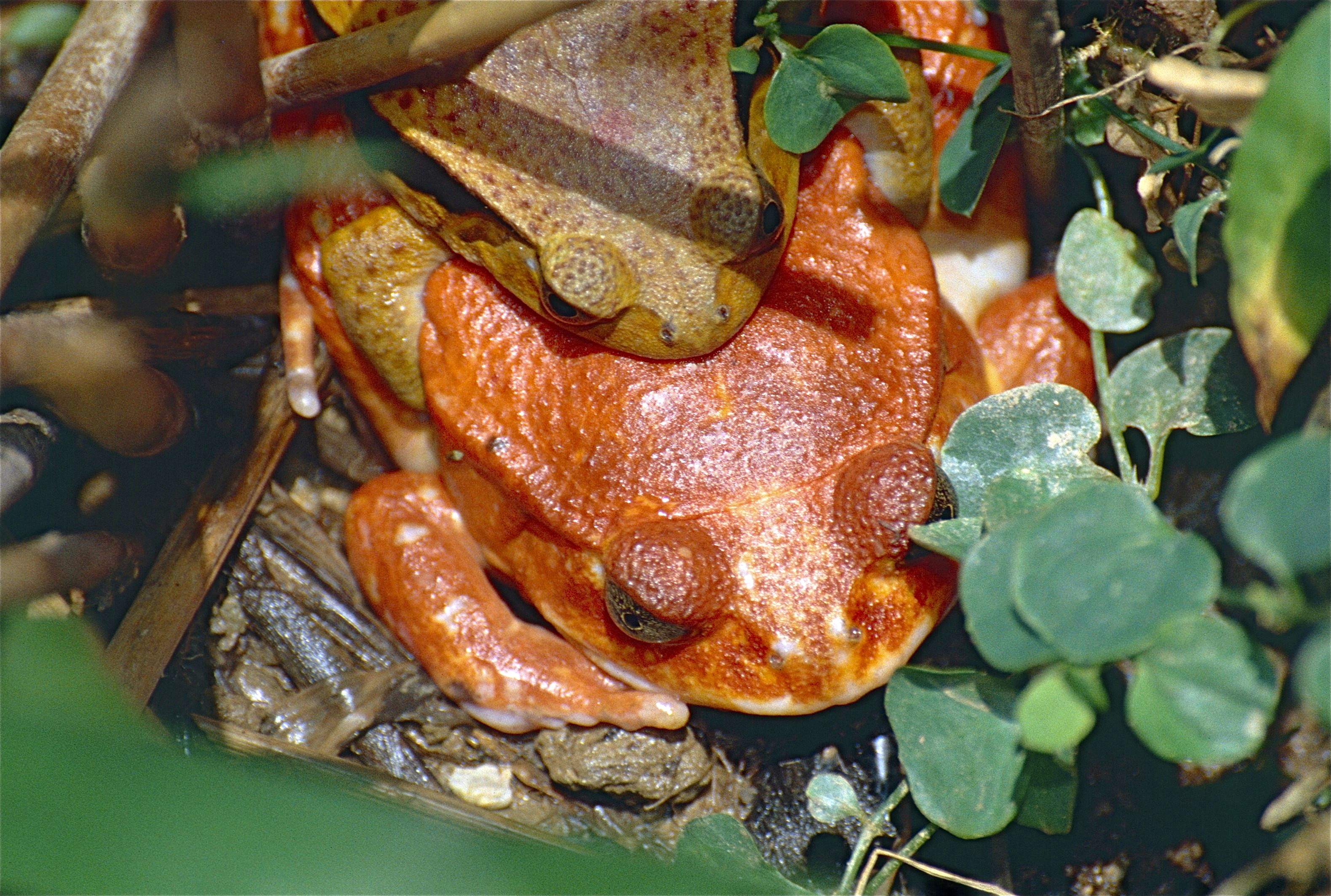
Спаривающиеся лягушки-помидоры
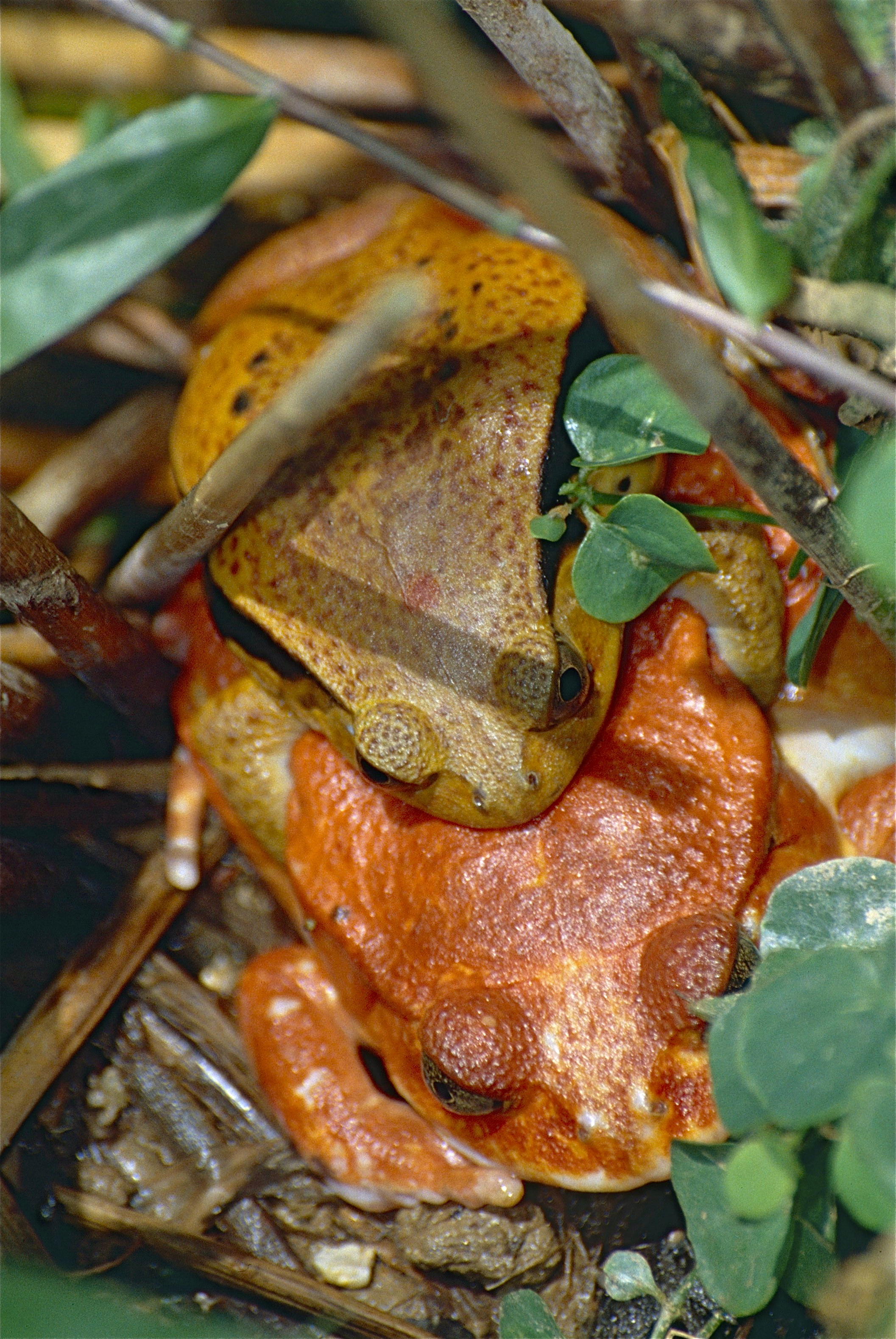
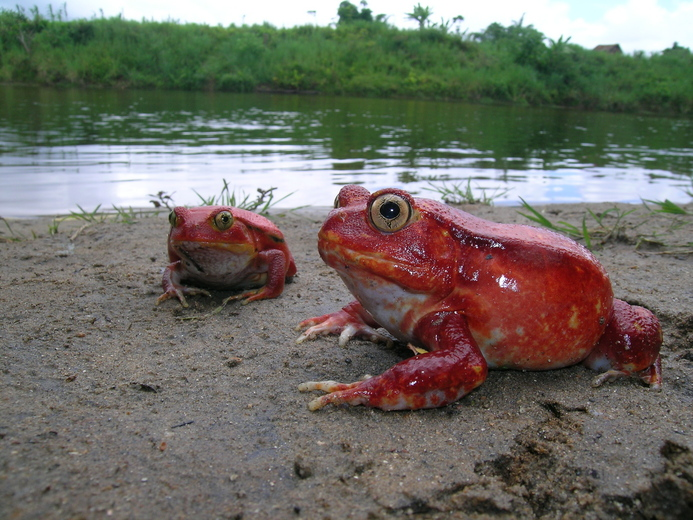
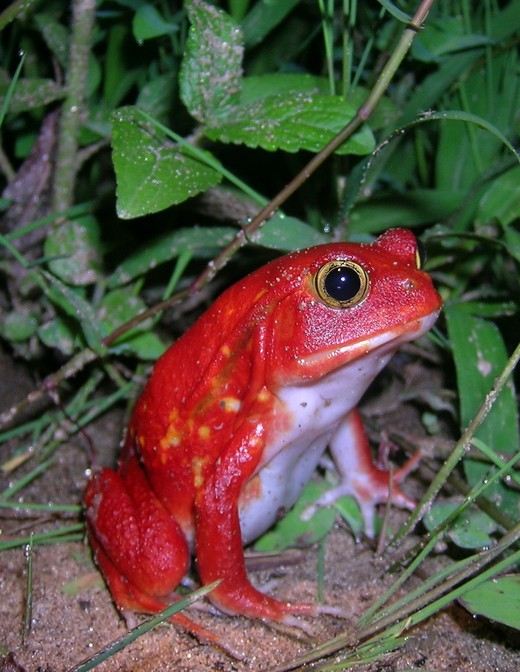
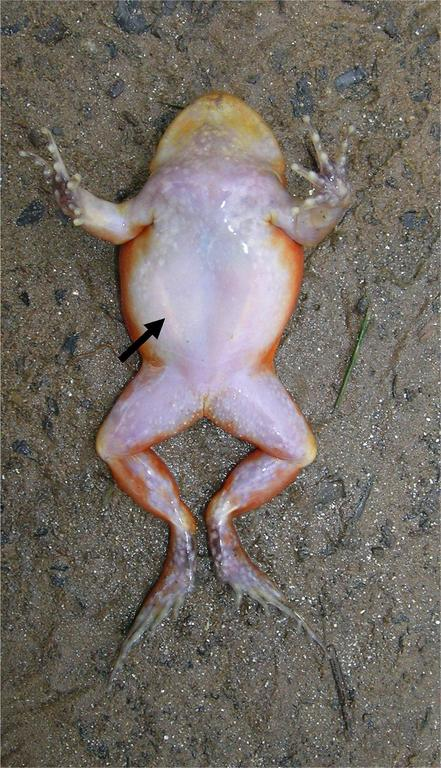